# Mathairaj
Mathairaj (nep. मठैराज) – gaun wikas samiti w zachodniej części Nepalu w strefie Mahakali w dystrykcie Baitadi. Według nepalskiego spisu powszechnego z 2011 roku liczył on 537 gospodarstw domowych i 3004 mieszkańców (1543 kobiety i 1461 mężczyzn).